# Парля
Парля (Парла) — река в России, протекает в Моршанском районе Тамбовской области. Правый приток реки Цна.

## География
Река Парля берёт начало у посёлка Заречный. Течёт на запад через леса. Устье реки находится в 166 км по правому берегу реки Цна. Длина реки составляет 16 км.

## Данные водного реестра
По данным государственного водного реестра России, относится к Окскому бассейновому округу, водохозяйственный участок реки — Цна от города Тамбов и до устья, речной подбассейн реки — Мокша. Речной бассейн реки — Ока.
Код объекта в государственном водном реестре — 09010200312110000029393.